# Дивізії Імперської армії Японії
Дивізії Імперської армії Японії

## Список

### Піхотні
| №   | Назва         | Місце формування                          |
| --- | ------------- | ----------------------------------------- |
| 1   | 1-а дивізія   | Токіо (колишній Токійський гарнізон)      |
| 2   | 2-а дивізія   | Сендай (колишній Сендайський гарнізон)    |
| 3   | 3-а дивізія   | Наґоя (колишній Наґойський гарнізон)      |
| 4   | 4-а дивізія   | Осака (колишній Осацький гарнізон)        |
| 5   | 5-а дивізія   | Хіросіма (колишній Хіросімський гарнізон) |
| 6   | 6-а дивізія   | Кумамото (колишній Кумамотський гарнізон) |
| 7   | 7-а дивізія   | Асахікава                                 |
| 8   | 8-а дивізія   | Хіросакі                                  |
| 9   | 9-а дивізія   | Канадзава                                 |
| 10  | 10-а дивізія  | Хімедзі                                   |
| 11  | 11-а дивізія  | Дзенцудзі                                 |
| 12  | 12-а дивізія  | Кокура                                    |
| 13  | 13-а дивізія  | Такада / Сендай                           |
| 14  | 14-а дивізія  | Уцуномія                                  |
| 15  | 15-а дивізія  | Тойохасі / Кіото                          |
| 16  | 16-а дивізія  | Кіото                                     |
| 17  | 17-а дивізія  | Окаяма / Хімедзі                          |
| 18  | 18-а дивізія  | Куруме                                    |
| 19  | 19-а дивізія  | Ранан                                     |
| 20  | 20-а дивізія  | Кейдзьо                                   |
| 21  | 21-а дивізія  | Канадзава                                 |
| 22  | 22-а дивізія  | Сендай                                    |
| 23  | 23-а дивізія  | Кумамото                                  |
| 24  | 24-а дивізія  | Харбін                                    |
| 25  | 25-а дивізія  | Доннін                                    |
| 26  | 26-а дивізія  | Наґоя                                     |
| 27  | 27-а дивізія  | Сакура (колишній Китайський гарнізон)     |
| 28  | 28-а дивізія  | Сінькін                                   |
| 29  | 29-а дивізія  | Наґоя                                     |
| 30  | 30-а дивізія  | Пхеньян                                   |
| 31  | 31-а дивізія  | Кофу                                      |
| 32  | 32-а дивізія  | Токіо                                     |
| 33  | 33-а дивізія  | Сендай                                    |
| 34  | 34-а дивізія  | Осака                                     |
| 35  | 35-а дивізія  | Токіо                                     |
| 36  | 36-а дивізія  | Хіросакі                                  |
| 37  | 37-а дивізія  | Кумамото                                  |
| 38  | 38-а дивізія  | Наґоя                                     |
| 39  | 39-а дивізія  | Хіросіма                                  |
| 40  | 40-а дивізія  | Дзенцудзі                                 |
| 41  | 41-а дивізія  | Уцуномія                                  |
| 42  | 42-а дивізія  | Сендай                                    |
| 43  | 43-а дивізія  | Наґоя                                     |
| 44  | 44-а дивізія  | Осака                                     |
| 45  | 46-а дивізія  | Кумамото                                  |
| 46  | 47-а дивізія  | Хіросакі                                  |
| 47  | 48-а дивізія  | Тайвань                                   |
| 48  | 49-а дивізія  | Кейдзьо                                   |
| 49  | 50-а дивізія  | Тайпей                                    |
| 50  | 51-а дивізія  | Уцуномія                                  |
| 51  | 52-а дивізія  | Канадзава                                 |
| 52  | 53-а дивізія  | Кіото                                     |
| 53  | 54-а дивізія  | Хімедзі                                   |
| 54  | 55-а дивізія  | Дзенцудзі                                 |
| 55  | 56-а дивізія  | Куруме                                    |
| 56  | 57-а дивізія  | Хіросакі                                  |
| 57  | 58-а дивізія  | Кумамото                                  |
| 58  | 59-а дивізія  | Касіва                                    |
| 59  | 60-а дивізія  | Сакура                                    |
| 60  | 61-а дивізія  | Токіо                                     |
| 61  | 62-а дивізія  | Кіото                                     |
| 62  | 63-а дивізія  | Уцуномія                                  |
| 63  | 64-а дивізія  | Хіросіма                                  |
| 64  | 65-а дивізія  | Наґоя                                     |
| 65  | 66-а дивізія  | Тайвань                                   |
| 66  | 68-а дивізія  | Осака                                     |
| 67  | 69-а дивізія  | Хіросакі                                  |
| 68  | 70-а дивізія  | Хіросіма                                  |
| 69  | 71-а дивізія  | Асахікава                                 |
| 70  | 72-а дивізія  | Сендай                                    |
| 71  | 73-а дивізія  | Наґоя                                     |
| 72  | 77-а дивізія  | Асахікава                                 |
| 73  | 79-а дивізія  | Ранан                                     |
| 74  | 81-а дивізія  | Уцуномія                                  |
| 75  | 84-а дивізія  | Хімедзі                                   |
| 76  | 86-а дивізія  | Куруме                                    |
| 77  | 88-а дивізія  | Асахікава                                 |
| 78  | 89-а дивізія  | Асахікава                                 |
| 79  | 91-а дивізія  | Асахікава                                 |
| 80  | 93-а дивізія  | Канадзава                                 |
| 81  | 94-а дивізія  | Осака                                     |
| 82  | 96-а дивізія  | Фукуока                                   |
| 83  | 100-а дивізія | Наґоя                                     |
| 84  | 101-а дивізія | Токіо                                     |
| 85  | 102-а дивізія | Кумамото                                  |
| 86  | 103-а дивізія | Кумамото                                  |
| 87  | 104-а дивізія | Осака                                     |
| 88  | 105-а дивізія | Хіросіма                                  |
| 89  | 106-а дивізія | Кумамото                                  |
| 90  | 107-а дивізія | Хіросакі                                  |
| 91  | 108-а дивізія | Хіросакі                                  |
| 92  | 109-а дивізія | Канадзава / Кофу                          |
| 93  | 110-а дивізія | Хімедзі                                   |
| 94  | 111-а дивізія | Дзенцудзі                                 |
| 95  | 112-а дивізія | Куруме                                    |
| 96  | 114-а дивізія | Уцуномія / Мідзонокуті                    |
| 97  | 115-а дивізія | Асахікава                                 |
| 98  | 116-а дивізія | Кіото                                     |
| 99  | 117-а дивізія | Касіва                                    |
| 100 | 118-а дивізія | Кіото                                     |
| 101 | 119-а дивізія | Токіо                                     |
| 102 | 120-а дивізія | Дзенцудзі                                 |
| 103 | 121-а дивізія | Дзенцудзі                                 |
| 104 | 122-а дивізія | Токіо                                     |
| 105 | 123-а дивізія | Наґоя                                     |
| 106 | 124-а дивізія | Наґоя                                     |
| 107 | 125-а дивізія | Хіросіма                                  |
| 108 | 126-а дивізія | Кумамото                                  |
| 109 | 127-а дивізія | Уцуномія                                  |
| 110 | 128-а дивізія | Канадзава                                 |
| 111 | 129-а дивізія | Наґано                                    |
| 112 | 130-а дивізія | Кіото                                     |
| 113 | 131-а дивізія | Канадзава                                 |
| 114 | 132-а дивізія | Осака                                     |
| 115 | 133-а дивізія | Кумамото                                  |
| 116 | 134-а дивізія | Цзямуси                                   |
| 117 | 135-а дивізія | Маньчжурія                                |
| 118 | 136-а дивізія | Маньчжурія                                |
| 119 | 137-а дивізія | Ранан                                     |
| 120 | 138-а дивізія | Маньчжурія                                |
| 121 | 139-а дивізія | Маньчжурія                                |
| 122 | 140-а дивізія | Токіо                                     |
| 123 | 142-а дивізія | Сендай                                    |
| 124 | 143-а дивізія | Наґоя                                     |
| 125 | 144-а дивізія | Осака                                     |
| 126 | 145-а дивізія | Хіросіма                                  |
| 127 | 146-а дивізія | Кумамото                                  |
| 128 | 147-а дивізія | Асахікава                                 |
| 129 | 148-а дивізія | Маньчжурія                                |
| 130 | 149-а дивізія | Сендай                                    |
| 131 | 150-а дивізія | Кьодзьо                                   |
| 132 | 151-а дивізія | Уцуномія                                  |
| 133 | 152-а дивізія | Канадзава                                 |
| 134 | 153-а дивізія | Кіото                                     |
| 135 | 154-а дивізія | Хіросіма                                  |
| 136 | 155-а дивізія | Дзенцудзі                                 |
| 137 | 156-а дивізія | Куруме                                    |
| 138 | 157-а дивізія | Хіросакі                                  |
| 139 | 158-а дивізія | Маньчжурія                                |
| 140 | 160-а дивізія | Пхеньян                                   |
| 141 | 161-а дивізія | Кумамото                                  |
| 142 | 201-а дивізія | Токіо                                     |
| 143 | 202-а дивізія | Сендай                                    |
| 144 | 205-а дивізія | Хіросіма                                  |
| 145 | 206-а дивізія | Кумамото                                  |
| 146 | 209-а дивізія | Канадзава                                 |
| 147 | 212-а дивізія | Куруме                                    |
| 148 | 214-а дивізія | Уцуномія                                  |
| 149 | 216-а дивізія | Кіото                                     |
| 150 | 221-а дивізія | Наґано                                    |
| 151 | 222-а дивізія | Хіросакі                                  |
| 152 | 224-а дивізія | Хіросіма                                  |
| 153 | 225-а дивізія | Осака                                     |
| 154 | 229-а дивізія | Канадзава                                 |
| 155 | 230-а дивізія | Токіо                                     |
| 156 | 231-а дивізія | Хіросіма                                  |
| 157 | 234-а дивізія | Токіо                                     |
| 158 | 303-а дивізія | Наґоя                                     |
| 159 | 308-а дивізія | Хіросакі                                  |
| 160 | 312-а дивізія | Куруме                                    |
| 161 | 316-а дивізія | Кіото                                     |
| 162 | 320-а дивізія | Кьодзьо                                   |
| 163 | 321-а дивізія | Токіо                                     |
| 164 | 321-а дивізія | Сендай                                    |
| 165 | 344-а дивізія | Дзенцудзі                                 |
| 166 | 351-а дивізія | Уцуномія                                  |
| 167 | 354-а дивізія | Токіо                                     |
| 168 | 355-а дивізія | Хімедзі                                   |

### Гвардійські
| № | Назва                   | Місце формування |
| - | ----------------------- | ---------------- |
| 1 | Гвардійська дивізія     | Токіо            |
| 2 | 1-а гвардійська дивізія | Токіо            |
| 3 | 2-а гвардійська дивізія | Токіо            |
| 4 | 3-а гвардійська дивізія | Токіо            |

### Танкові
| № | Назва               | Місце формування |
| - | ------------------- | ---------------- |
| 1 | 1-а танкова дивізія | Фукуока          |
| 2 | 2-а танкова дивізія | Осака            |
| 3 | 3-а танкова дивізія | Цуданума         |
| 4 | 4-а танкова дивізія | Цуданума         |

### Протиповітряної оборони
| № | Назва                               | Місце формування |
| - | ----------------------------------- | ---------------- |
| 1 | 1-а дивізія протиповітряної оборони | Токіо            |
| 2 | 2-а дивізія протиповітряної оборони | Наґоя            |
| 3 | 3-а дивізія протиповітряної оборони | Осака            |
| 4 | 4-а дивізія протиповітряної оборони | Кокура           |

### Авіаційні
| №  | Назва                  | Місце формування |
| -- | ---------------------- | ---------------- |
| 1  | 1-а авіаційна дивізія  |                  |
| 2  | 2-а авіаційна дивізія  |                  |
| 3  | 3-а авіаційна дивізія  |                  |
| 4  | 4-а авіаційна дивізія  |                  |
| 5  | 5-а авіаційна дивізія  |                  |
| 6  | 6-а авіаційна дивізія  |                  |
| 7  | 7-а авіаційна дивізія  |                  |
| 8  | 8-а авіаційна дивізія  |                  |
| 9  | 9-а авіаційна дивізія  |                  |
| 10 | 10-а авіаційна дивізія |                  |
| 11 | 11-а авіаційна дивізія |                  |
| 12 | 12-а авіаційна дивізія |                  |
| 13 | 13-а авіаційна дивізія |                  |
| 14 | 51-а авіаційна дивізія |                  |
| 15 | 52-а авіаційна дивізія |                  |
| 16 | 53-а авіаційна дивізія |                  |
| 17 | 55-а авіаційна дивізія |                  |
| 18 | 1-а десантна група     |                  |